# زمان أباد (إسفراين)
زمان أباد (بالفارسية: زمان‌آباد) هي قرية تقع في قسم زرق‌آباد الريفي (مقاطعة إسفراين) في إيران. يقدر عدد سكانها بـ 13 نسمة.